# Tritlenek diazotu
Tritlenek diazotu (nazwa Stocka: tlenek azotu(III)), N
2O
3 – nieorganiczny związek chemiczny z grupy tlenków azotu, w którym jeden atom azotu jest na formalnym stopniu utlenienia IV, a drugi II.

## Otrzymywanie

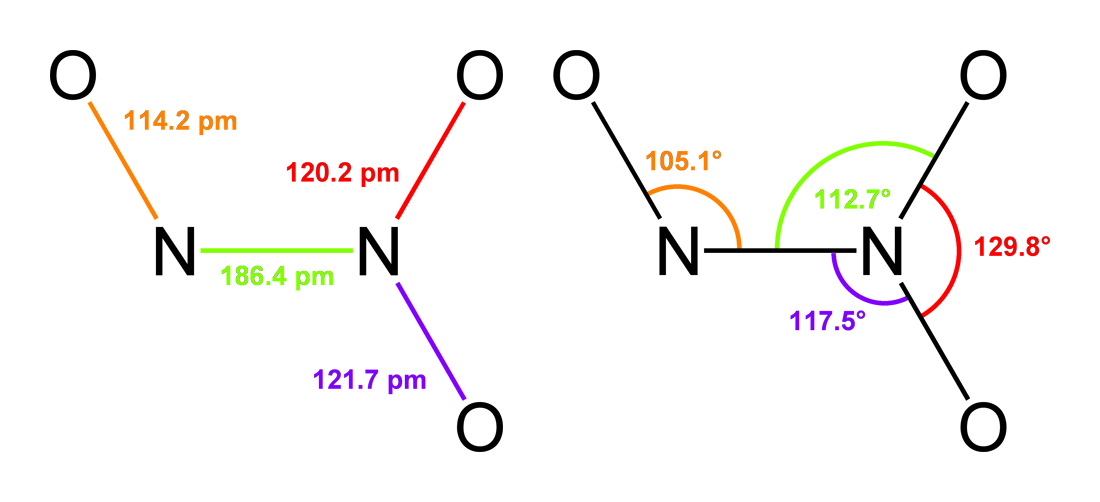
Długości wiązań i kąty między nimi w cząsteczce tritlenku diazotu

Tritlenek diazotu jest produktem spontanicznej reakcji między tlenkiem azotu i dwutlenkiem azotu:
NO + NO
2 ⇌ N
2O
3
Równowaga tej reakcji jest silnie przesunięta w stronę intensywnie niebieskiego N
2O
3 w temperaturze niższej niż −20 do −10 °C. Powyżej 2 °C równowaga ta zostaje zaburzona z powodu szybkiego ulatniania się tlenku azotu NO. W temperaturze pokojowej mieszanina tlenków azotu pochodząca pierwotnie z czystego tritlenku diazotu zawiera go nie więcej niż 10%.
Czysty tritlenek diazotu najłatwiej jest otrzymać w wyniku redukcji kwasu azotowego za pomocą arszeniku lub skrobi i schłodzenia do temperatury poniżej −13 °C powstającej mieszaniny gazowych tlenków azotu.
4H
2O + 4HNO
3 + As
4O
6 ⇄ 4H
3AsO
4 + 2[NO↑ + NO
2↑ ⇌ N
2O
3]
Tritlenek diazotu jest bezwodnikiem kwasu azotawego. Związek ten w postaci czystej nie znajduje żadnych praktycznych zastosowań ze względu na nietrwałość.